# Sichuan-Wühlmaus
Die Sichuan-Wühlmaus (Volemys millicens) ist eine Nagetierart aus der Gattung Volemys innerhalb der Wühlmäuse (Arvicolinae). Sie ist nur von wenigen Individuen aus Sichuan in der Volksrepublik China bekannt.

## Merkmale
Die Sichuan-Wühlmaus erreicht eine Kopf-Rumpf-Länge von 8,3 bis 9,5 Zentimetern mit einem Schwanz von 4,6 bis 5,3 Zentimetern Länge. Die Hinterfußlänge beträgt etwa 18 Millimeter, die Ohrlänge 14 Millimeter. Der Schädel hat eine Gesamtlänge von 23,7 bis 24,7 Millimeter.
Das Rückenfell ist dunkelbraun, das Bauchfell gräulich. Der Schwanz ist zweifarbig mit graubrauner Oberseite und weißer Unterseite. Die Oberseiten der Hände und Füße sind weiß. In ihrem Aussehen entspricht sie der Marie-Wühlmaus (Volemys musseri), ist jedoch deutlich kleiner und unterscheidet sich von dieser durch das Fehlen von postero-lingualen Dreiecken im Zahnschmelz des ersten oberen Molar M1 und weist diese nur auf dem M2 auf.

## Verbreitung
Die Sichuan-Wühlmaus ist wissenschaftlich nur von wenigen Individuen aus den Bergen im Nordwesten von Sichuan in der Volksrepublik China bekannt. Weitere Funde aus dem Südosten von Xizang könnten ebenfalls dieser Art zugeordnet werden, während Funde in Yunnan wahrscheinlich zur Clarke-Wühlmaus (Microtus clarkei) gehören.

## Lebensweise
Über die Lebensweise der Sichuan-Wühlmaus liegen keine Informationen vor. Die bekannten Lebensräume liegen in Waldgebieten oberhalb von 4000 Metern Höhe. 2010 wurde sie auch im Bereich von Feldern gefunden und konkurriert dort wahrscheinlich mit Ratten um Lebensräume und Futter. Wie andere Wühlmäuse lebt sie in unterirdischen Bauen und ernährt sich wahrscheinlich vorwiegend herbivor von verschiedenen Pflanzenteilen.

## Systematik
Die Sichuan-Wühlmaus wird als eigenständige Art innerhalb der Gattung Volemys eingeordnet, die aus zwei Arten besteht. Die wissenschaftliche Erstbeschreibung stammt von dem britischen Zoologen Oldfield Thomas, der die Art 1911 anhand von Individuen am Si-ho im Nordwesten von Sichuan beschrieb. Teilweise wird die Gattung und damit auch diese Art den Feldmäusen (Microtus) zugeordnet.

## Status, Bedrohung und Schutz
Die Sichuan-Wühlmaus wird von der International Union for Conservation of Nature and Natural Resources (IUCN) als Art der Vorwarnliste und damit als potenziell gefährdet (near threatened) eingeordnet. Begründet wird dies dadurch, dass alle bekannten Tiere nur aus einem sehr kleinräumigen Gebiet von weniger als 50 km² bekannt sind und in dieser Region starke Umstrukturierung für den Ausbau zum Tourismus stattfinden. Über die Bestände der Art liegen keine Informationen vor. In der Vergangenheit war der Holzeinschlag in der betroffenen Region eine Gefahr für die Waldarten, heute geht eine Gefahr durch illegalen Holzeinschlag sowie den Lebensraumumbau für den Wintertourismus als Ski-Park aus.

## Belege
1. 1 2 3 4  Darrin Lunde, Andrew T. Smith: Sichuan Vole. In: Andrew T. Smith, Yan Xie: A Guide to the Mammals of China. Princeton University Press, Princeton NJ 2008, ISBN 978-0-691-09984-2, S. 239.
2. 1 2 3  Volemys millicens. In: Don E. Wilson, DeeAnn M. Reeder (Hrsg.): Mammal Species of the World. A taxonomic and geographic Reference. 2 Bände. 3. Auflage. Johns Hopkins University Press, Baltimore MD 2005, ISBN 0-8018-8221-4.
3. 1 2 3 4 5  Volemys millicens in der Roten Liste gefährdeter Arten der IUCN 2016.2. Eingestellt von: E. Clayton, 2008. Abgerufen am 8. November 2016.